# SNTG1
SNTG1‏ (Syntrophin, gamma 1, isoform CRA_a) هوَ بروتين يُشَفر بواسطة جين SNTG1 في الإنسان.